# Чагоще
Чагоще (словен. Čagošče) — поселення в общині Іванчна Гориця, Осреднєсловенський регіон, Словенія. Висота над рівнем моря: 343,9 м.